# Boreus vlasovi
Boreus vlasovi är en näbbsländeart som beskrevs av Olga M. Martynova 1954. Boreus vlasovi ingår i släktet Boreus och familjen snösländor. Inga underarter finns listade i Catalogue of Life.